# غلاسنوست
غلاسنوست (بالروسية: гла́сность) لفظ يطلق على سياسة الانفتاح والشفافية في أنشطة جميع المؤسسات الحكومية في الاتحاد السوفيتي، بالإضافة إلى منح المواطنين السوفيت حرية الحصول على المعلومات. أطلقت هذه الدعوة بواسطة الرئيس السوفيتي السابق ميخائيل غورباتشوف في النصف الثاني من ثمانينيات القرن العشرين.
كان أول استخدام لهذه الكلمة (غلاسنوست) في الاتحاد السوفيتي في نهاية عام1950 وتعني باللغة العربية الشفافية. كان غورباتشوف يستخدم هذه الكلمة لتحديد السياسات التي يعتقد انها قد تساعد على التخفيف من الفساد في الطبقات العليا بالحزب الشيوعي والحكومة السوفيتية، وتخفيف التعسف في استخدام السلطة الإدارية في اللجنة المركزية السوفيتية.
و تعد فترة الغلاسنوست في الاتحاد السوفيتي أقل فترة تم تطبيق الرقابة على المواطنين السوفييت، كما برزت العديد من الحريات التي من ضمنها مرونة أكبر في الحصول على المعلومات.

## أهداف العملية
على الرغم من أن الغلاسنوست ترتبط حاليا بهامش الحرية التي حصل عليه المواطنون السوفييت، إلا أن الهدف الرئيسي منها كان جعل عملية إدارة البلاد شفافة وقابلة للنقاش بغرض الالتفاف على الدائرة الضيقة من الحرس القديم الذين سيطروا سيطرة تامة على الاقتصاد في الاتحاد السوفيتي.
كما هدفت العملية إلى نقد استعراض الماضي وإزالة الرقابة عن المكتبات وإعطاء حرية أكبر للرأي والتعبير كان من أمثلتها رفع السيطرة على الخطابات والسماح بالانتقادات للحكومة، الأمور التي كانت غير ممكنة في ظل سياسات الحكومة السوفيتية السابقة. كما سمحت هذه السياسة بإعطاء حرية أكبر لوسائل الإعلام.
تعرضت الحكومة السوفيتية للمزيد من الانتقادات في أواخر الثمانينيات مثل نقد الأيديولوجية اللينينية، وأعطت هذه السياسة الفرصة للمواطنين السوفيت في الإفصاح علنا عن وجهة نظرهم التي تمثلت في أن الحكومة السوفيتية أصبحت أكثر فشلا.
لم تقدم غلاسنوست الحرية في التعبير عن الرأي فحسب بل وذهبت إلى ماكان غورباتشوف ينوي إليه ولعبت دورا مهما في تغيير رأي المواطنين عن الدولة، الأمر الذي لعب دورا أساسيا في تفكك الاتحاد السوفيتي لاحقا.

## نتائج العملية
أدى تخفيف الرقابة على وسائل الإعلام في الاتحاد السوفيتي إلى فقد الحكومة سيطرتها على الإعلام، الأمر الذي كانت الحكومة السوفيتية تحكم قبضتها عليه لفترة طويلة. سببت وسائل الإعلام الكثير من الحرج للسلطات السوفيتية عبر القيام بتغطية مشاكل اجتماعية واقتصادية كانت الحكومة السوفيتية قد تجاهلتها أو غطت عليها لزمن طويل كردائة السكن ونقص السلع الأساسية والإدمان على الكحول وتلوث مساحات شاسعة من البلاد، بالإضافة إلى ازدياد معدل الوفيات.
فضلا عن ذلك، قامت وسائل الإعلام بتسليط الضوء على ماضي الحكومات السوفيتية السابقة التي تضمن أحداثا كأوامر الرؤساء السوفييت بقتل مابين 25 إلى 60 مليون مواطن سوفييتي. كما سمحت حرية الوصول للمكتبات للشعب بمعرفة جزء من فظائع جوزيف ستالين، بما في ذلك عمليات التطهير العرقي وغيرها من الأعمال السرية في السابق.
وعلى الرغم من أن "خروتشوف“ قد ندد بأعمال حكومة ستالين في خطابه السري، ورغم الإنفتاح الذي وفرته سياسة الغلاسنوست، إلا أن الأرقام الحقيقية للفضائح لا تزال سرية ولا يعلمها أحد إلى الآن.
أدى هذا التحول في نمط تغطية الأخبار وهامش الحرية الموسع الذي تمتع به المواطنون السوفييت في هدم الصورة النمطية التي كونتها حكومات الاتحاد السوفيتي المتعاقبة عن البلاد لدى الشعب، الأمر الذي يعد نقطة فاصلة بدأت عندها ثقة الشعب السوفيتي في حكومته تأخذ بالإنهيار، كما أدى الاستمرار في الانفتاح السياسي إلى إنتاج نتائج غير مخطط لها، ففي انتخابات للمجالس الإقليمية في جمهوريات الاتحاد السوفيتي اجتاح القوميون المجالس على سبيل المثال. كما أن ما قام به "غورباتشوف“ من إضعاف لنظام القمع السياسي الداخلي أدى إلى تضاؤل قدرة الحكومة المركزية في موسكو على فرض إرادتها على جمهوريات الاتحاد السوفيتي.
أدى هذا الضعف إلى تعاظم النداءات المطالبة بالاستقلال عن الاتحاد السوفيتي خصوصا في جمهوريات بحر البلطيق (أستونيا ولاتفيا وليتوانيا) التي كان ستالين قد ضمهم إلى الاتحاد السوفيتي عام 1940، وبعدها ازداد الشعور بالقومية في جمهوريات أخرى مثل: أذربيجان وأوكرانيا وجورجيا. ومنذ منتصف الثمانينات بدأت دول البلطيق باستخدام الغلاسنوست للتأكيد على حقهم في حماية بيئتهم الداخلية ومعالمهم التاريخية، وبعد ذلك المطالبة بالاستقلال والسيادة.
عندما صمدت دول البلطيق أمام تهديدات الحكومة المركزية تعرض الكريملين إلى مزيد من المشاكل التي سببت تعزيز النزعة الانفصالية عند أغلب الجمهوريات السوفيتية.  كما أدى دعم الرئيس الروسي ”يلتسن“ إلى تأكيد سيادة دول البلطيق على نفسها.
أدت سياسة الغلاسنوست إلى إيقاظ الغديد من التوترات العرقية في جميع أنحاء الاتحاد السوفيتي. ففي فبراير 1988 أصدرت ناغورني-كاراباخ ذات الأغلبية العرقية الأرمينية في جمهورية أذربيجان الاشتراكية السوفيتية قرار يدعو إلى الوحدة مع جمهورية أرمينيا الاشتراكية السوفيتية، الأمر الذي يعد شرارة أشعلت حرب ناغورنو- كاراباخ.
كما أدت سياسة الغلاسنوست إلى تزايد الاتصال مع العالم الغربي ولاسيما مع الولايات المتحدة والتبادل الثقافي مع دول المعسكر الغربي، وتقلصت القيود على السفر والسماح للأعمال التجارية الأمر الذي أدى إلى زيارة 1000 مواطن أمريكي للإتحاد السوفيتي وزيارة 100 مواطن سوفييتي للولايات المتحدة الأمريكية.
في المحصلة العامة، كانت سياسة الغلاسنوست أحد أسباب تصفية الاتحاد السوفيني سنة 1991 بعد محاولة إنقلاب فاشلة من عناصر محافظين ضد سياسات غورباتشوف الإنفتاحية. و رغم أن هذه السياسة قد أدت إلى إطلاق سراح آلاف من السجناء والمعتقلين السياسيين فإن هدف غورباتشوف الأساسي المتمثل في إصلاح الاتحاد السوفيتي لم يتحقق.